# Verantwortung (Organisation)
Verantwortung (englisch responsibility) ist in der Organisationslehre die Verpflichtung eines Stelleninhabers oder Managers, über die zielkonforme Erfüllung der seiner Stelle im Wege der Delegation übertragenen Aufgaben Rechenschaft abzulegen.

## Etymologie
In Martin Luthers Bibelübersetzung aus dem Jahre 1545 erschien der Begriff Verantwortung mehrfach, immer als Übersetzung des hebräischen אחריות (tochachat) und des griechischen ἀπολογία (apologia), die beide für Rechtfertigung oder Verteidigung standen. In Kaspar von Stielers Wörterbuch von 1691 findet man für Verantwortung den Eintrag „Verantwortung: apologia, defensio“, im Jahre 1774 definierte Johann Christoph Adelung den Begriff als „von einer gerichtlichen Schutzschrift, Verteidigung oder Defension“.

## Allgemeines
Verantwortung ist untrennbar mit Gewissen und Rechenschaft verbunden, Rechenschaft ist kommunizierte Verantwortung. Bei Nichterfüllung der Aufgaben besteht die Verpflichtung des Verantwortungsträgers darin, sich den dafür vorgesehenen Sanktionen zu unterwerfen. Juristisch wird Verantwortung als die Pflicht einer Person verstanden, für ihre Entscheidungen, Handlungen und Unterlassungen in Hinblick auf die gewissenhafte Einhaltung dokumentierter Vorschriften (Gesetze, interne Arbeitsanweisung, Stellenbeschreibung) Rechenschaft abzulegen. Wird einer Person eine Aufgabe und die zugehörige Kompetenz zugewiesen, so muss sie diese ausführen und bei Fehlern für die Rechtsfolgen einstehen. Nach dem Kongruenzprinzip der Organisation sind Aufgaben, Kompetenzen und Verantwortung gleichmäßig zu delegieren.

## Arten
Verantwortung wird inhaltlich in drei Arten unterteilt. Handlungsverantwortung ist die Pflicht, eine übertragene Aufgabe regelkonform auszuführen, Ergebnisverantwortung ist die Pflicht, vorgegebene oder vereinbarte Ziele (Kostensenkung, Erlössteigerung) zu erreichen, Führungsverantwortung ist die Pflicht, sach- und personenbezogene Führungsziele zu erfüllen. Vorgesetzte können zwar Handlungs- und Ergebnisverantwortung delegieren, ihre Gesamtverantwortung bleibt jedoch erhalten.
Zudem ist institutionell zwischen Fremdverantwortung und Eigenverantwortung zu unterscheiden. Bei der Fremdverantwortung wird ein Funktionsträger nicht nur für das eigene Handeln, sondern auch für das Handeln seiner Mitarbeiter zur Rechenschaft gezogen. Die Eigenverantwortung ist dadurch gekennzeichnet, dass der Aufgabenträger lediglich für die Erfüllung der ihm übertragenen Aufgaben rechenschaftspflichtig ist. Instanzen übernehmen hierbei sowohl Handlungsverantwortung als auch Führungsverantwortung hinsichtlich der Arbeit und Aufgabenerfüllung ihrer Mitarbeiter.

## Führungsverantwortung
Häufig wird Verantwortung auf die Führungsverantwortung reduziert. Diese Aufgabe besitzen nur Führungskräfte, die mit der Führung von Mitarbeitern betraut sind. Diese Führungsverantwortung erfordert Führungskompetenz und unterscheidet die Führungskraft von allen anderen Mitarbeitern. Zu den Führungsaufgaben gehören insbesondere Führung, Kontrolle, Planung und Organisation. Sie übernehmen im Rahmen der Führungsverantwortung Erfolgs-, Ergebnis-, Budget-, Personal-, Sachmittel- oder Terminverantwortung. Ihre Führungsverantwortung einschließlich der Fremdverantwortung nehmen sie gegenüber ihrer nächsthöheren Berichtsebene wahr, die wiederum ihre Führungsaufgaben gegenüber untergeordneten Führungsebenen zu erfüllen hat.